# Santa Sé
A Santa Sé (em latim: Sancta Sedes, oficialmente Sancta Sedes Apostolica, e em português: "Santa Sé Apostólica"), também chamada Sé Apostólica, é a jurisdição eclesiástica da Igreja Católica em Roma, sendo uma entidade soberana independente. Do ponto de vista legal, é distinta do Vaticano, ou mais precisamente do Estado da Cidade do Vaticano. Este “é um instrumento para a independência da Santa Sé que, por sua vez, tem uma natureza e uma identidade própria sui generis, enquanto representação do governo central da Igreja”. A partir de 8 de maio de 2025, o 267.° líder da Santa Sé é o Papa Leão XIV.
O sujeito de direito internacional é a Santa Sé. As relações e acordos diplomáticos (Concordatas) com outros estados soberanos, portanto, são com ela estabelecidos e não com o Vaticano, que é o território sobre o qual a Santa Sé tem soberania. Durante o período de Sé vacante a Santa Sé é governada pelo Colégio Cardinalício.
Com poucas exceções, como a República Popular da China e a Coreia do Norte, a Santa Sé possui representações diplomáticas (Nunciatura Apostólica) em quase todos os países do mundo.
O atual Código de Direito Canônico, quando trata da autoridade suprema da Igreja, dispõe:

Com o nome de Sé Apostólica ou Santa Sé designam-se neste Código não só o Romano Pontífice, mas ainda, a não ser que por natureza das coisas ou do contexto outra coisa se deduza, a Secretaria de Estado, o Conselho para os negócios públicos da Igreja, e os demais Organismos da Cúria Romana". (can. 361)

## Estrutura
A Cúria tem a seguinte estrutura organizacional:

### Cúria Romana
A Cúria Romana é o órgão administrativo da Santa Sé, que é formado por departamentos e autoridades que auxiliam o papa e coordenam a Igreja Católica, que são chamados dicastérios. É visto como o governo da Igreja e como a corte papal (curia do latim medieval significa "corte" no sentido de "corte real").
Pelo Decreto Christus Dominus de 28 de outubro de 1965 do Papa Paulo VI ficou estabelecido que Para exercer o poder supremo, pleno e imediato sobre a Igreja universal, o Romano Pontífice vale-se dos Dicastérios da Cúria Romana. Estes, por conseguinte, em nome e com a sua autoridade, exercem seu ofício para o bem das Igrejas e em serviço dos Sagrados Pastores.
A importância da Cúria Romana cresceu ao longo da história da Igreja, tendo o apogeu durante a época de exercício de poder temporal que terminou no século XIX, com a unificação de Itália e a extinção dos Estados Papais, formalmente concluída em 1929 com os Tratados de Latrão. Desde aí a Cúria deixou de se ocupar com a administração dos antigos Estados Papais, e, dada a reduzida extensão do território do Vaticano, dedica-se ao apoio à ação papal, à diplomacia e à gestão política.[carece de fontes?]

### Secretaria de Estado
A Secretaria de Estado do Vaticano (Secretaria Apostólica) — criada no século XV, é um dos dicastérios (congregações pelas quais o Papa conduz a administração da Igreja) constituído pelos mais próximos colaboradores do Papa. É chefiada por um Cardeal Secretário de Estado. Através da Secretaria de Estado a Santa Sé mantém relações diplomáticas com 178 países. Mantém relações diplomáticas com a União Europeia e com a Ordem Soberana e Militar de Malta e relações de natureza especial com a OLP - Organização para a Libertação da Palestina. A Secretaria de Estado está subdividida em duas seções: de Assuntos Gerais e de Relações com os Estados.[carece de fontes?]

### Dicastérios
Os Dicastérios constituem-se em seções especializadas no tratamento de assuntos que interessam à Igreja, são as seguintes:
- Doutrina da Fé
- Igrejas Orientais
- Culto Divino e Disciplina dos Sacramentos
- Causa dos Santos
- Bispos
  - Pontifícia Comissão para a América Latina
- Evangelização
  - Supremo Comitê das Pontifícias Obras Missionárias
- Clero
  - Conselho Internacional para a Catequese
- Institutos de Vida Consagrada e Sociedades de Vida Apostólica
- Educação Católica

### Pontifícios Conselhos
- Leigos
- Promoção da Unidade dos Cristãos
  - Comissão para as Relações Religiosas com o Judaísmo
- Família
- Justiça e Paz
- Cor Unum
- Pastoral dos Migrantes e Itinerantes
- Pastoral no Campo da Saúde
- Textos Legislativos
- Diálogo Inter-religioso
  - Comissão para as Relações Religiosas com os Muçulmanos
- Cultura
- Comunicações Sociais
- Promoção da Nova Evangelização[10]

### Dicastérios
- Dicastério para os Leigos, a Família e a Vida
- Dicastério para o Serviço do Desenvolvimento Humano Integral

### Tribunais
- Penitenciaria Apostólica
- Supremo Tribunal da Assinatura Apostólica
- Tribunal da Rota Romana

### Ofícios
- Câmara Apostólica
- Administração do Patrimônio da Sé Apostólica
- Prefeitura dos Assuntos Econômicos da Santa Sé
- Prefeitura da Casa Pontifícia
- Ofício das Celebrações Litúrgicas do Sumo Pontífice
- Departamento do Trabalho da Sé Apostólica
- Esmolaria Apostólica

### Pontifícias Comissões
- Pontifícia Comissão de Arqueologia Sacra
- Pontifícia Comissão Bíblica
- Pontifícia Comissão Ecclesia Dei
- Pontifícia Comissão para o Estado da Cidade do Vaticano
- Pontifícia Comissão Disciplinar da Cúria Romana
- Comissão Interdicasterial para o Catecismo da Igreja Católica
- Comissão Teológica Internacional

### Pontifícios Comitês
- Pontifício Comitê para os Congressos Eucarísticos Internacionais
- Pontifício Comitê das Ciências Históricas

### Pontifícias Academias
- Pontifícia Academia das Ciências
- Pontifícia Academia das Ciências Sociais
- Pontifícia Academia para a Vida
- Pontifícia Academia Cultorum Martyrum
- Pontifícia Academia do Panteão
- Pontifícia Academia Teológica
- Pontifícia Academia da Imaculada
- Pontifícia Academia Mariana Internacional
- Pontifícia Academia de São Tomás de Aquino
- Pontifícia Academia Eclesiástica
- Pontifícia Academia Romana de Arqueologia
- Pontifícia Academia de Latinidade

### Outros organismos
- Biblioteca Apostólica Vaticana
- Departamento Central de Estatísticas da Igreja
- Tipografia Vaticana
- Livraria Editora Vaticana
- Fábrica de São Pedro
- Centro Televisivo do Vaticano
- Rádio Vaticano
- Sala de Imprensa da Santa Sé
- Jornal L'Osservatore Romano
- Jornal Acta Apostolicae Sedis
- Ordem Equestre do Santo Sepulcro de Jerusalém
- Peregrinatio ad Petri Sedem
- Capela Musical Pontifícia
- Pontifício Instituto de Música Sacra

## Participação em organismos internacionais
A Santa Sé participa como membro titular, convidado ou observador de diversos organismos internacionais e pessoas jurídicas de direito público externo:
- COE - Conselho da Europa, Observador
- ONU - Organização das Nações Unidas, Observador
- UNOG - Escritório das Nações Unidas em Genebra, Observador
- UNOV - Escritório das Nações Unidas em Viena, Observador
- ACNUR - Alto Comissariado das Nações Unidas para os Refugiados, Membro do Comitê Executivo
- UNCTAD - Conferência das Nações Unidas sobre Comércio e Desenvolvimento, Membro
- OMPI - Organização Mundial da Propriedade Intelectual, Membro
- AIEA - Agência Internacional de Energia Atômica, Membro
- OPAQ - Organização para Proibição de Armas Químicas, Membro
- CTBTO - Comissão Preparatória da Organização para Proibição Total de Testes Nucleares, Membro
- CIMM - Comitê Internacional de Medicina Militar, Membro
- FAO - Organização das Nações Unidas para a Alimentação e a Agricultura, Observador
- OIT - Organização Internacional do Trabalho, Observador
- OMS - Organização Mundial da Saúde, Observador
- UNESCO - Organização das Nações Unidas para a Educação, Ciência e Cultura, Observador
- UNIDO - Organização das Nações Unidas para o Desenvolvimento Industrial, Observador
- FIDA - Fundo Internacional para o Desenvolvimento Agrícola, Observador
- OMT - Organização Mundial do Turismo, Observador
- OMM - Organização Meteorológica Mundial, Observador
- OMC - Organização Mundial do Comércio, Observador
- PNUD - Programa das Nações Unidas para o Desenvolvimento, Observador
- UN-HABITAT - Programa das Nações Unidas para Assentamentos Humanos, Observador
- PNUMA - Programa das Nações Unidas para o Meio Ambiente, Observador
- PAM - Programa Alimentar Mundial, Observador
- INTOSAI - Organização Internacional de Entidades Fiscalizadoras Superiores, Membro
- CIEC - Comissão Internacional do Estado Civil,  Observador
- UL - União Latina, Convidado Permanente
- OSCE - Organização para a Segurança e Cooperação na Europa, Membro
- CE - Conselho da Europa, Observador
- UA - União Africana, Estado não membro acreditado
- OEA - Organização dos Estados Americanos, Observador
- LEA - Liga dos Estados Árabes, Membro de um acordo bilateral de cooperação
- AALCO - Organização Jurídica Consultiva Afro-Asiática, Convidado
- UNIDROIT - Instituto Internacional para a Unificação do Direito Privado, Membro